# عرفان يوسف
عرفان يوسف (بالإنجليزية: Irfan Yusuf)‏ هو محامي أسترالي، ولد في 1969.